# Чедьяк, Энрике
Энрике Чедьяк (исп. Enrique Chediak; род. 1967, Кито, Эквадор) — эквадорский кинооператор.

## Биография
Родился в 1967 году в городе Кито, Эквадор. До начала операторской карьеры много переезжал, пожив в Мадриде, Сантьяго, Нью-Йорке, Лондоне и Лос-Анджелесе. В Нью-Йорке он учился в киношколе в период с 1992 по 1996 год, сразу после окончания начав работать в кино. За операторскую работу в фильме «Сумасшедшие улицы» Энрике получил премию кинофестиваля «Сандэнс» в 1997 году.

## Фильмография

### Оператор
- 2021 — Поколение Вояджер / Voyagers (реж. Нил Бёргер)
- 2019 — Леди и Бродяга / Lady and the Tramp (реж. Чарли Бин)
- 2018 — Бамблби / Bumblebee (реж. Трэвис Найт)
- 2017 — Наёмник / American Assassin (реж. Майкл Куэста)
- 2016 — Глубоководный горизонт / Deepwater Horizon (реж. Питер Берг)
- 2016 — 5-я волна / The 5th Wave (реж. Джей Блэйксон)
- 2014 — Бегущий в лабиринте / The Maze Runner (реж. Уэс Болл)
- 2014 — Сесар Чавес / Cesar Chavez (реж. Диего Луна)
- 2013 — РЭД 2 / Red 2 (реж. Дин Паризо)
- 2013 — Европа / Europa Report (реж. Себастьян Кордеро)
- 2011 — Злоумышленники / Intruders (реж. Хуан Карлос Фреснадильо)
- 2010 — 127 часов / 127 Hours (реж. Дэнни Бойл)
- 2010 — Двойная жизнь Чарли Сан-Клауда / Charlie St. Cloud (реж. Бёрр Стирс)
- 2010 — Потрошители / Repo Men (реж. Мигель Сапочник)
- 2007 — 28 недель спустя / 28 Weeks Later (реж. Хуан Карлос Фреснадильо)
- 2007 — Паства / The Flock (реж. Эндрю Лау)
- 2006 — Туристас / Turistas (реж. Джон Стоквелл)
- 2006 — Алиби / The Alibi (реж. Мэтт Чековски и Курт Маттила)
- 2005 — Это случилось в долине / Down in the Valley (реж. Дэвид Джейкобсон)
- 2004 — Дом на краю света / A Home at the End of the World (реж. Майкл Майер)
- 2004 — Хроники / Crónicas (реж. Себастьян Кордеро)
- 2002 — Тёмный сахар / Brown Sugar (реж. Рик Фамуйива)
- 2002 — Хорошая девочка / Good Girl (реж. Мигель Артета)
- 2001 — Безопасность вещей / The Safety of Objects (реж. Роуз Троше)
- 2000 — Бойлерная / Boiler Room (реж. Бен Янгер)
- 1998 — Факультет / The Faculty (реж. Роберт Родригес)
- 1998 — Печаль пустыни / Desert Blue (реж. Морган Дж. Фриман)
- 1997 — Сумасшедшие улицы / Hurricane (реж. Морган Дж. Фриман)